# Mixomelia albapex
Mixomelia albapex är en fjärilsart som beskrevs av George Francis Hampson 1895. Mixomelia albapex ingår i släktet Mixomelia och familjen nattflyn. Inga underarter finns listade i Catalogue of Life.